# José Antonio Pikabea
José Antonio Pikabea Larrarte, (Fuenterrabía, Guipúzcoa, 26 de septiembre de 1970), exfutbolista español. Fue conocido futbolísticamente como Pikabea. Jugó en el puesto de defensa central en la Real Sociedad a lo largo de la década de 1990. Con este equipo disputó un total de 292 partidos en la Primera división española a lo largo de 11 temporadas.

## Biografía
Nació el 26 de septiembre de 1970 en Fuenterrabía. Comenzó a jugar al fútbol en las categorías inferiores del Hondarribia F.T., equipo de fútbol de Fuenterrabía, de donde fue fichado por la Real Sociedad en 1987 cuando era todavía juvenil.
En 1988 debutó con el Sanse CF, filial de la Real Sociedad, en Segunda División B. Permaneció 4 temporadas en el filial. En su última temporada con el filial disputó un partido en la Primera división española con el primer equipo de la Real Sociedad. Su debut en esta categoría se produjo un 8 de marzo de 1992 en Mestalla ante el Valencia CF, venciendo la Real Sociedad por 2-1. Pikabea contaba con 21 años.
Pikabea solía jugar en sus inicios como centrocampista organizador de corte defensivo, de hecho su debut se produjo en ese puesto. Sin embargo, logró asentarse en el equipo como defensa central y jugó durante la mayor parte de su carrera en ese puesto.
La temporada siguiente (1992-93) Pikabea quedó encuadrado en la primera plantilla de la Real Sociedad. A partir de la jornada 10 se convirtió en titular habitual en la defensa central de la Real Sociedad y acabó siendo titular esa temporada. Comenzó un largo periodo de casi 9 temporadas, que se prolongó hasta 2001, en el que Pikabea fue titular habitual en la defensa central de la Real Sociedad, salvo periodos ocasionales. Durante ese tiempo, su principal compañero en el centro de la defensa realista fue Lorenzo Juarros, con el que formaría la pareja de centrales clásica de la Real Sociedad durante la segunda mitad de la década de los 90.
Durante esas temporadas destaca el tercer puesto en Liga que obtuvo la Real en la temporada 1997-98, que permitió al equipo realista jugar la Copa de la UEFA la temporada siguiente.
Ya hacia el año 2000, con Pikabea llegando a su madurez como futbolista, comenzó a no figurar en las alineaciones en algunos tramos de la Liga, aún siguiendo siendo habitual en las mismas. 
En la temporada 2001-02, sufrió una aparente y sorpresiva bajada en su rendimiento, perdió la confianza del entrenador John Benjamin Toshack, el mismo que le había hecho debutar en 1992, y quedó prácticamente apartado del equipo, jugando poco más de 150 minutos en toda la temporada. 
Durante la temporada siguiente, con el cambio de entrenador, perdió todavía más protagonismo. Raynald Denoueix no contó  con el hondarribitarra, que no jugó un solo minuto en toda la temporada. La Real Sociedad decidió no prorrogar el contrato de un jugador que contaba ya con 32 años y que había permanecido 2 temporadas sin apenas jugar. Al finalizar la temporada el jugador anunció que se retiraba del fútbol profesional, con 32 años de edad. El club alabó siempre la profesionalidad del jugador, aún en las temporadas que apenas jugó. Por su trayectoria en el club recibió esa temporada un homenaje y le fue entregada la enseña de oro y brillantes del club. 
El bagaje de Pikabea se resume en 11 temporadas en la Primera división española jugando siempre con la Real Sociedad. Disputó un total de 292 partidos de Liga y 313 partidos oficiales con dicho equipo. Marcó 10 goles con la Real Sociedad, todos ellos en la Liga.

### Selección nacional
Nunca fue internacional absoluto con la Selección nacional de fútbol de España.
Disputó 7 partidos amistosos con la Selección de fútbol de Euskadi.

## Clubes
| Club             | País   | Año       |
| ---------------- | ------ | --------- |
| San Sebastián CF | España | 1988-1992 |
| Real Sociedad    | España | 1992-2003 |

- Datos: Q3752322